# Parafia Niepokalanego Poczęcia Najświętszej Maryi Panny w Rurzycy
Parafia pw. Niepokalanego Poczęcia Najświętszej Maryi Panny w Rurzycy – parafia rzymskokatolicka, należąca do dekanatu Szczecin-Dąbie, archidiecezji szczecińsko-kamieńskiej, metropolii szczecińsko-kamieńskiej. W parafii posługują księża archidiecezjalni. Proboszczem od 2021 roku jest ks. Adam Kurasz.

## Historia
Parafię erygowano 31 grudnia 1986 roku.  W niedzielę 11 października 2020 odbyła się konsekracja kościoła parafialnego Niepokalanego Poczęcia Najświętszej Maryi Panny w Rurzycy uroczystości przewodniczył abp Andrzej Dzięga.

### Księża
Proboszczami Parafii Niepokalanego Poczęcia NMP w Rurzycy byli:
1. 31.12.1986 – 15.07.1988: ks. Józef Walewicz;
2. 15.07.1988 – 12.12.1990: ks. Jan Szewc;
3. 12.12.1990 – 01.07.1991: ks. Marek Kosiński;
4. 01.07.1991 – 27.06.1992: ks. Krzysztof Goławski;
5. 29.07.1992 – 15.12.1995: ks. Marek Kosiński;
6. 15.12.1995 – 14.07.2001: ks. Modest Markiewicz;
7. 14.07.2001 – 15.12.2007: ks. Jerzy Brocławik;
8. 15.12.2007 – 31.07.2021: ks. Jan Jermak;
9. 31.07.2021 – obecnie: ks. Adam Kurasz.

W 1989 roku wikariuszem substytutem był ks. Roman Dutko. Od 1 października 2022 do 10 kwietnia 2023 roku w parafii rezydował ks. mgr. kan. Wojciech Musiałek.

## Kościoły
Kościół parafialny
Kościół pw. Niepokalanego Poczęcia Najświętszej Maryi Panny w Rurzycy.
Kościół filialny
Kościół pw. bł. Michała Kozala Biskupa i Męczennika w Kliniskach Wielkich.